# Магнитоакустический резонанс
Магнитоакустический резонанс — явление возникновения связи между звуковыми и спиновыми волнами в ферро-, ферри- и антиферромагнетиками при сближении длин звуковых и спиновых волн. Явление магнитоакустического резонанса открыли А. И. Ахиезер, В. Г. Барьяхтар, С. В. Пелетминский в 1956 году. Даёт возможность возбуждать спиновые волны при помощи внешних ультразвуковых волн, ультра- и гиперзвуковые волны при помощи спиновых волн или колебаний внешнего магнитного поля, преобразовать электромагнитный сигнал в звуковой и звуковой сигнал в электромагнитный. На основе явления магнитоакустического резонанса созданы генераторы гиперзвука и ультразвука c регулируемой частотой.